# کاشی تبریز
کاشی تبریز نام شرکت تولیدکنندۀ کاشی و سرامیک در شهر تبریز می‌باشد.
کارخانۀ صنایع کاشی تبریز در سال ۱۳۶۲ تأسیس و در سال ۱۳۷۴ در زمینی به وسعت ۱۵ هکتار و با ۵۰ هزار متر مربع زیربنا احداث و به بهره‌برداری رسید. از سال ۱۳۷۷ ه‍.ش با تغییر اساسی مدیریت و تغییرات اساسی در خطوط تولید، منجر به تولیدات مرغوب و ایجاد تحولی چشمگیر در صنعت کاشی کشور گردید.
با توجه به دیدگاه روشن و به روز مدیران و سهامداران و در نظر گرفتن توجیه اقتصادی در میزان تولید باعث شد تا در کمتر از یکسال و با تغییرات لازم در سیستم تولید، ابعاد بزرگ‌تر و طرح‌های نوی اروپایی جایگزین گردد. پس از این دگرگونی کاشی تبریز جایگاه اصلی خود را در صنعت کاشی و سرامیک کشور و صد البته جایگاه بسیار ممتازی در صنعت استان آذربایجان شرقی پیدا کرده‌است؛ به‌طوریکه توانسته است در کنار تولیدکنندگان برتر جهانی قرار گیرد.
در سال ۱۳۸۲ ه‍.ش این مجموعه اقدام به آغاز طرح توسعۀ سالن کف با مشارکت شرکت کرابن اسپانیا، یکی از بزرگ‌ترین قدرت‌های سرامیک نمود و با تلاش بسیار در سال ۱۳۸۴ توانست سرامیک کف خود را با نام تجاری کرابن سرامیک تبریز به بهره‌برداری برساند. اکنون سرامیک تولیدی این واحد قابل رقابت با بهترین سرامیک‌های جهان می‌باشد. به‌طوریکه صادرات این واحد تولیدی به اکثر کشورهای آسیایی به‌خصوص کشورهای خاورمیانه و کشورهای همسایه و حتی برخی کشورهای اروپایی دال بر این امر می‌باشد. با توجه به تولیدات بسیار با کیفیت این کارخانه و مقایسۀ آن با کاشی‌ها و سرامیک‌های وارداتی با توجه به قیمت و خدمات مناسب محصولات این کارخانه باعث گردیده تا رقابت شدیدی با محصولات وارداتی داشته باشد.
ظرفیت تولید کنونی این کارخانه در حال حاضر بالغ بر ۱۰ میلیون متر مربع در سال می‌باشد. ایده‌های نو و تولیدات منحصر به فرد و تنوع طرح‌ها و رنگ‌ها جزء اهداف عمدۀ صنایع کاشی تبریز بوده  که تولید کاشی‌های رکتیفای شده (برش خورده) برای نخستین‌بار در ایران و به‌طور انحصاری از جمله این محصولات هستند. 
این واحد تولیدی به عنوان یکی از تولیدکنندگان بزرگ و مطرح کشور دارای بیش از ۷۰۰  نفر پرسنل کاری مستقیم مطابق با قوانین کار و امور اجتماعی مشغول به کار هستند. تقریباً ۵۰٪ پرسنل تحصیلات عالیه دارند که این امر نشان‌دهندۀ بالا بودن سواد علمی استان در این زمینه می‌باشد. ایجاد اشتغال این واحد صنعتی به‌طور غیر مستقیم برای ۳٬۰۰۰ نفر نیرو می‌باشد که از طریق نمایندگی‌ها، کاشی‌فروشی‌ها، کاشی‌کارها، سیستم حمل و نقل و ... تأمین گردیده است. 
صادرات محصولات این کارخانه به بیشتر کشورها، از جمله: آلمان، اتریش، عراق، جمهوری آذربایجان، ازبکستان، ترکمنستان، گرجستان، قزاقستان، استرالیا، سوئد و کرۀ جنوبی صادر می‌گردد که با استقبال خریداران بسیار زیاد این کشورها مواجه گردیده است. 

## افتخارات برند کاشی تبریز
واحد تولیدی نمونه در سال  ۱۳۷۸
دریافت تندیس طلایی بین‌المللی ساختمان  در سال ۲۰۰۲
واحد نمونه صنعت و معدن کشور سال ۱۳۸۰
مدیر نمونه کیفیت فرآورده‌های تولیدی سال ۱۳۸۲
واحد نمونه صنعت و معدن کشور سال ۱۳۸۰پ
دریافت نشان دلفین طلایی از اروپا بدلیل کیفیت و نام تجاری معتبر در سال ۲۰۰۳
واحد نمونه دوستار کارگر سال ۱۳۸۴
واحد صنعتی نمونه استانی سال‌های ۱۳۷۹ و ۱۳۸۳ و ۱۳۸۶
مدیر نمونه در حوزۀ ارتقاء بهره‌وری و اشتغال سال ۱۳۸۷
صادرکنندۀ فعال سال ۱۳۸۸
واحد نمونۀ کشوری سال ۱۳۸۸
پیشکسوت نمونۀ کشور سال ۱۳۹۰ 
چهرۀ ماندگار صنعت و معدن کشور در سال ۱۳۹۰ 
انتخاب صنایع کاشی تبریز به عنوان واحد نمونۀ کشوری در سال ۱۳۹۱
واحد نمونۀ کشوری سال ۱۳۹۱
برند کاشی تبریز در سال ۱۳۹۲ در دهمین جشنوارۀ ملی قهرمانان صنعت ایران به عنوان یکی از ۱۰۰ برند برتر ایران شناخته شد.
واحد نمونۀ کنترل کیفیت ۱۳۹۲
واحد نمونۀ صنعت و معدن در سال ۱۳۹۲
کارآفرین نمونۀ کشور و توسعۀ منابع انسانی در سال ۱۳۹۳
واحد نمونۀ استاندارد و کنترل معیارهای جهانی در صنعت کاشی و سرامیک در سال ۱۳۹۳
واحد نمونۀ کشوری در سال ۱۳۹۳
انتخاب مدیریت محترم عامل شرکت صنایع کاشی تبریز به سمت ریاست اتاق بازرگانی، صنایع، معادن و کشاورزی استان آذربایجان شرقی در سال ۱۳۹۴
انتخاب کاشی تبریز در جمع یکصد برند ارزشمند و برتر صنعت ایران به عنوان تنها برند برتر در صنعت کاشی و سرامیک ایران در سال ۱۳۹۴
اخذ گواهینامۀ حمایت از حقوق مصرف‌کنندۀ سال ۱۳۹۵
کسب واحد نمونۀ کیفیت سال ۱۳۹۵
دریافت جایزۀ برترین رهبر کسب و کار در صنعت تولید کاشی و سرامیک و شعف مشتری در منطقۀ خاورمیانه، شمال آفریقا و آسیا در سال ۱۳۹۵